# 徳本達郎
徳本 達郎（とくもと たつろう、1963年 - ）は、日本の実業家。株式会社ジャクエツ代表取締役社長。

## 人物
1963年、福井県敦賀市生まれ。実家は浄土真宗出雲路派御幸山良覚寺。佛教大学文学部仏教学科を卒業した1986年に株式会社若越（現ジャクエツ）に入社。2004年専務取締役を経て2006年より現職。祖父の徳本達雄氏が大正5年（1916年）の創立以来、ジャクエツは「幼稚園・保育園やこども園などの幼児教育環境の向上と子どもを取り巻く最適空間づくり」を目指している。2019年1月からロゴマークを英語表記JAKUETSに、「未来は、あそびの中に」の新スローガンとともに新たな時代を迎えている。